# (8265) 1986 RB5
(8265) 1986 RB5 là một tiểu hành tinh vành đai chính. Nó được phát hiện bởi Henri Debehogne ở Đài thiên văn La Silla ở Chile ngày 1 tháng 9 năm 1986.